# Yanantin

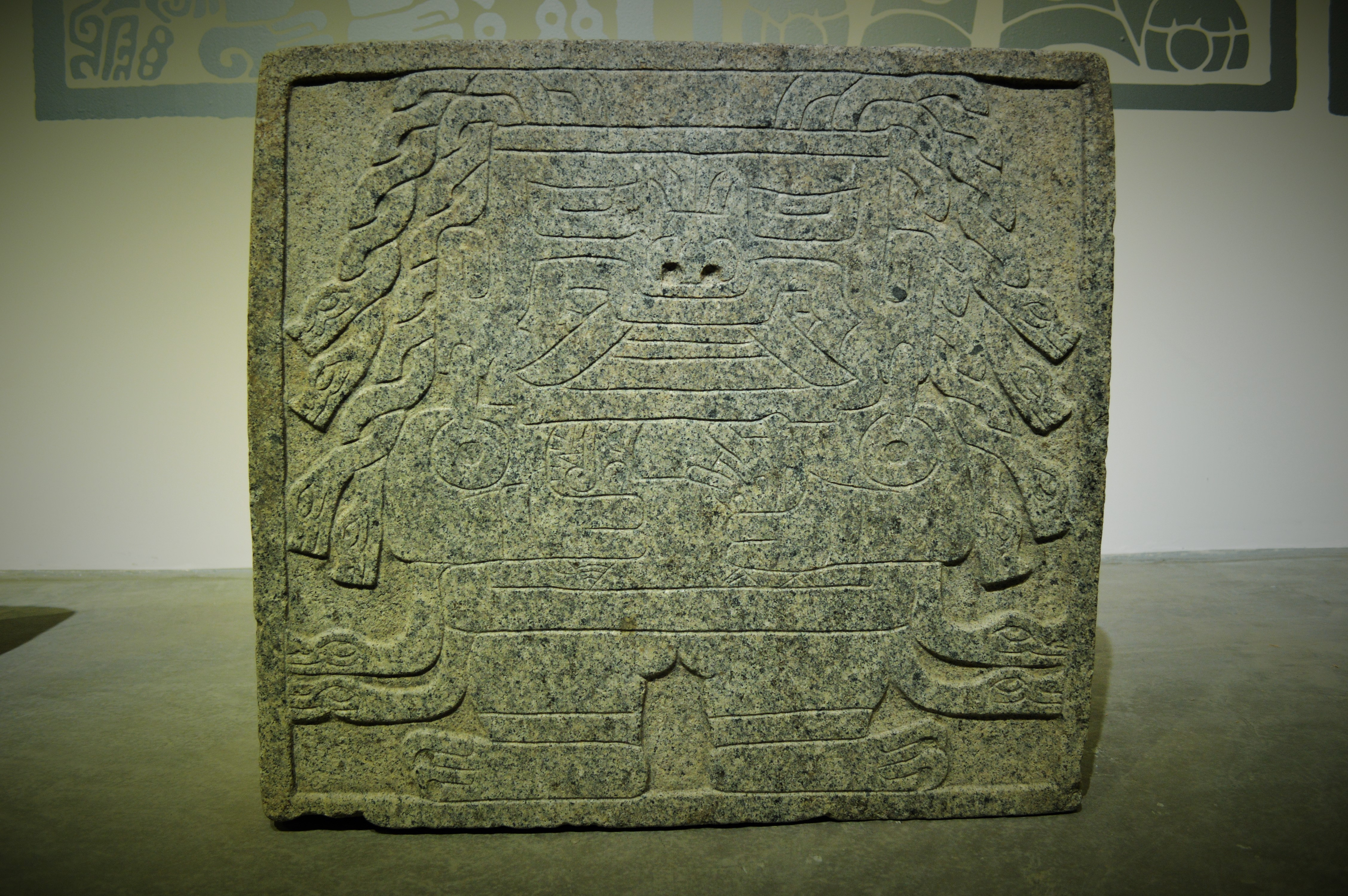
Visualización del dualismo en la cultura Chavín en una estela con un ser antropomorfo sosteniendo un mullu (femenino) en la mano izquierda y un pututu (masculino) en la mano derecha.

Yanantin (en español: equilibrio a partir de la oposición complementaria) es una de las características más conocidas y definitorias del pensamiento andino y ejemplifica la adhesión andina a un modelo filosófico basado en lo que a menudo se denomina un "dualismo de términos complementarios" o, simplemente, un "dualismo complementario". Al igual que en el taoísmo chino, la filosofía andina ve los opuestos de la existencia (como hombre / mujer, oscuridad / luz, interior / exterior) como partes interdependientes y esenciales de un todo armonioso. Debido a que se cree que la existencia misma depende de la tensión y el intercambio equilibrado entre las polaridades, existe un compromiso ideológico y práctico muy definido dentro de la vida andina para armonizar los opuestos aparentemente conflictivos entre sí sin destruir ni alterar ninguno de los dos. De acuerdo a algunos autores las oposiciones complementarias pueden estar jerarquizadas
El yanantin puede ser:
- Ecológico, entre una zona alta de puna y una zona baja de valle.
- Doméstico, en un vínculo conyugal entre un hombre y una mujer, y
- Cosmológico —entre la deidad solar (Tayta Inti o Padre Sol) y la deidad lunar (Mama Killa o Madre Luna).

En general, estas oposiciones complementarias se basan en la asignación del género masculino o femenino a una de las dos partes, por ejemplo: mundo de arriba (Hanan Pacha, masculino) y mundo de abajo (Uku Pacha, femenino). No obstante, cada parte de la polaridad también tiene una polaridad: la puna, el valle; el hombre, la mujer; el sol y la luna tienen cada uno su parte femenina y masculina. A esta división de la dualidad complementaria se la llama cuatripartición.  El concepto de yanantin también se aplica a divisiones espacio-temporales y geográficas simbólicas, que influyen en la administración de los curacazgos, como la división, en el marco del yanantin, entre Hanan/Hurin, y la cuatripartición del Tahuantinsuyu.

## Etimología
En lengua quechua, el prefijo yana- significa "ayuda", mientras que su sufijo -ntin significa "de naturaleza inclusiva, con implicaciones de totalidad, inclusión espacial de una cosa en otra o identificación de dos elementos como miembros de la misma categoría". En conjunto, yanantin se ha traducido como "el complemento de la diferencia". Sin embargo, según algunos andinos:

Para nosotros, yanantin no se centra en las diferencias entre dos seres. Eso es lo que los desconecta. En cambio, nos enfocamos en las cualidades que los unieron. Eso es yanantin. Realmente no vemos las diferencias. Por eso los vemos no necesariamente opuestos, sino complementarios. Uno solo no puede contener todo, no puede encargarse de todo. No solo son geniales juntos, sino que necesitan estar juntos. No hay otra manera. Cuando hay otro, representa una fuerza extra para ambos.
Yanantin and Masintin in the Andean World: Complementary Dualism in Modern Peru
Hillary Webb, 2012, p. 24,

Algunos estudiosos descomponen la palabra yanantin de manera ligeramente diferente, traduciendo yana- como "negro" en el sentido de "oscuro", y contrastarlo con "claro" (en lugar de en el sentido de "negro" en lugar de "blanco").

## Relevancia para la vida andina
Debido a que la relación de los opuestos como una asociación armoniosa se considera el principio organizador principal de la creación, yanantin infunde todos los aspectos de la vida social y espiritual dentro de la cosmovisión andina. Platt (1986) citó dos ejemplos de yanantin de su trabajo con los macha de Bolivia. Cuando se sirven las bebidas, la macha vierte unas gotas en el suelo como ofrenda, mientras que al mismo tiempo pronuncia el nombre de la divinidad receptora. Esto se hace dos veces. “Esto se explica como yanantin, para la pareja conyugal”. Cuando se ofrecen hojas de coca (la planta más sagrada de los Andes y parte integral de casi todas las ceremonias andinas) a un participante en un ritual, se ofrecen dos puñados a cada persona, que las recibe en dos manos ahuecadas. Platt escribió: "En todos estos casos, el emparejamiento y las repeticiones se explican como yanantin". En Yanantin y Masinitin en el mundo andino, Hillary Webb señala que la relación entre entidades o energías es el componente esencial dentro de la cosmovisión indígena andina, que involucra “la relación, la alianza, el encuentro y la unidad entre dos seres”. Yanantin contrasta con chhulla, que se refiere a algo que es desigual o extraño: "una de las cosas que debería ser dos veces". Según Vásquez, los quechuas de Cajamarca dicen que a lo que está incompleto se le llama chuya [ortografía alternativa], que significa “al que le falta el otro”. Vásquez explicó: "Para estar completo, uno tiene que emparejarse". Si algo está emparejado o no emparejado es una distinción importante dentro de la cosmovisión andina. Regina Harrison señaló: “Los hablantes de quechua distinguen persistentemente los objetos que no están bien emparejados o son 'iguales'. Según Platt, yanantin es el acto de igualar dos cosas que alguna vez fueron desiguales, lo que él llama "la corrección de las desigualdades". Asimismo, algunos indígenas andinos creen lo siguiente.
… A las personas sin pareja les falta una parte importante de ellas. Dicen que cuando no tienes pareja, eres solo la mitad de un ser. Solo, eres precioso, eres único, pero eres solo una parte. Aún no estás completo. Esto se debe a que cuando estás solo, estás acumulando tanto que es abrumador o te estás agotando tanto que te vuelves débil. Por eso, se sentirá asustado o confundido o perdido. ... puedes conocerte a ti mismo, pero nunca podrás verte a ti mismo. Para eso necesitas a otra persona. Necesitas otros ojos, otra perspectiva para ver eso. Cuando eres niño tienes a tus padres, pero cuando creces ya no tienes a tus padres para verte, para reconocerte. Como adulto, tu yanantin, tu pareja, es la persona que está ahí para ver lo que tú no ves en ti mismo, así como tú estás ahí para ver en esa persona lo que él no ve en sí mismo. Por eso es más fácil cuidar a otra persona que a ti mismo, ¡porque se supone que no debes cuidarte a ti mismo! Para eso, está la otra persona.
Por lo tanto, se ha dado a entender que se logra una relación yanantin perfecta cuando dos energías se ponen en armonía. Entre los Macha, explicó Platt, "Los elementos que se van a emparejar deben primero 'compararse' para lograr el 'ajuste perfecto'. Aquí la noción crucial es la de compartir fronteras para crear una coexistencia armoniosa".

## Masintin
La palabra quechua masintin se usa a menudo junto con yanantin, como en yanantin-masintin. Esto indica el proceso por el cual el par de yanantin se "reduce" en términos de Platt, o se armoniza para lograr un ajuste perfecto. Los participantes de la investigación de Webb describieron masintin como "el proceso, la experiencia de esa relación yanantin".
Masintin es lo que se materializa. Es lo que se realiza por uno mismo, no lo que queda en teoría. Masintin es entrar en el espíritu y la esencia de cualquier cosa, de la cosa. De lo materializado. De lo que se ha imaginado. Debes entrar en el espíritu de la misma. Masintin es crear, recrear y procrear.